# لؤي (مغني)
لؤي تيسير عبد الواحد هو مطرب مصري من مواليد سنة1981 من أب مصري وأم فلسطينية درس في كلية التربية الموسيقية بجامعة حلوان.

## عن حياته
هو مطرب مصري من ام فلسطينية ولد سنة 1981 بمحافظة السويس (محافظة) درس في كلية التربية موسيقية
كانت بداياته سنة 2002 ثم أطلق أول ألبوماته سنة2003 و حقق شهرة واسعة في الوطن العربي بأغنية آه ياليل يا عين
شارك في عدة أفلام بالعديد من أغانيه مثل فيلم أحلام الفتى الطايش (فيلم) سنة 2008 و فيلم واحد من الناس (فيلم) سنة 2006

## حياته العائلية
- في سنة 2008 تزوج لؤي من إمرآة مغربية واسمها رشيدة الحارث

## من أغانيه
- عايشها
- ببعتلك السلام
- بحبك
- الدنيا تخوف
- في الإمكان
- كلمة منك
- و اكتشفت
- بلدنا
- ثالث يوم
- تسألني ليه
- دقات قلبي
- آه ياشوق
- لسه على حالك
- الحزب الوطني
- جيل المستقبل